# Toyota 93C-V
Chronologie des modèles
Toyota 92C-V Toyota 94C-V
La Toyota 93C-V est une voiture de course construite par Toyota destinée à participer aux 24 Heures du Mans.

## Développement
La voiture est une évolution de la Toyota 92C-V rebaptisé Toyota 93C-V.

## Résultats sportifs
Les deux voitures ont été inscrites aux 24 Heures du Mans 1993. Ils avaient les numéros n°22 et n°25. Roland Ratzenberger conduisant la voiture n° 22 s'est qualifié 10e (4ème dans la catégorie C2), tandis que George Fouché conduisant la voiture n° 25 s'est qualifié le 12e (6ème dans la catégorie C2). Les deux voitures ont terminé la course, Toyota a de nouveau atteint une finition 1-2 dans la catégorie C2; 5ème et 6ème au général. La voiture n° 22 a complété 363 tours, 12 tours derrière la Peugeot 905 gagnante. La voiture n° 25 termina 5 tours plus loin.
| Course                                | Date          | no | Écurie            | Pilotes                                          | Châssis                   | Classement |
| Course                                | Date          | no | Écurie            | Pilotes                                          | Moteur                    | Classement |
| ------------------------------------- | ------------- | -- | ----------------- | ------------------------------------------------ | ------------------------- | ---------- |
| 24 Heures du Mans                     | 19 au 20 juin | 22 | SARD              | Roland Ratzenberger Mauro Martini Naoki Nagasaka | 92CV-005                  | 5e         |
| 24 Heures du Mans                     | 19 au 20 juin | 22 | SARD              | Roland Ratzenberger Mauro Martini Naoki Nagasaka | Toyota R36V 3.6L Turbo V8 | 5e         |
| George Fouché Eje Elgh Steven Andskär | 19 au 20 juin | 25 | Trust Racing Team | Stefan Johansson George Fouché Steven Andskär    | 92CV-001                  | 6e         |
| George Fouché Eje Elgh Steven Andskär | 19 au 20 juin | 25 | Trust Racing Team | Stefan Johansson George Fouché Steven Andskär    | Toyota R36V 3.6L Turbo V8 | 6e         |